# Червоний міст (кордон)
Червоний міст (азерб. Qırmızı Körpü, груз. წითელი ხიდი, Tsiteli Khidi) — міст через річку Храмі в нейтральній прикордонній смузі між Грузією та Азербайджаном. Розташований на дорозі між Тбілісі і Гянджею. Цінна пам'ятка середньовічної архітектури XVII століття. Міст використовувався до 1998 року, коли в рамках програми TRACECA побудували новий, значно ширший міст.

## Назва
Найменування Червоний мосту дали росіяни за кольором цегли, з якої він побудований. Азербайджанською («по-татарськи» згідно з термінологією XIX століття) міст називався Сынех-керпі, грузинською — Гатехілі-хіді і вірменською — Каотрац-кормунг, що означало Зламаний міст, тобто міст, побудований на місці колишнього мосту. В Азербайджані міст офіційно так і називається — «Sınıq-körpü», тобто «Зламаний міст».

## Історія
Достеменно відомо про існування на цьому місці мосту вже в XII столітті, залишки опор якого видно трохи нижче за течією річки. Нинішній міст побудовано в XVII столітті під час правління грузинського царя Ростома. Технікою кладки цегляних склепінь і декоративною розробкою склепінь внутрішніх приміщень міст дуже близький до іранських мостів дещо ранішого часу. В 1647 році міст реконструйовано.
Форму склепінь мосту значною мірою визначали характер робіт і прагнення до полегшення кружал. Для цього щокові частини зводу будувалися в чотири кільця на легких кружалах, потрібних лише для кладки першого кільця, яке слугувало опорою наступних. Середня ж частина поперечного перерізу зводу будувалася без кружал. Для цього нижнє кільце середньої частини клали паралельно щоці склепіння з поздовжніх рядів цегли, що поступово прикріплювалися до неї розчином. Поверх цього кільця інші клалися вже звичайним способом.
У 1960-х роках на правобережному стоя́ні, розташованому на азербайджанському березі річки, побудовано ресторан «Дружба». Лівобережний стоян, розташований з грузинської сторони, місцевий радгосп надбудував і використовував як приміщення для робітників. У 1990-ті роки поруч з мостом розташовувався великий ринок, керований азербайджанцями з грузинського міста Марнеулі і прилеглих до нього сіл. Ринок закрито навесні 2006 року.
2001 року розпорядженням Кабінету міністрів Азербайджанської Республіки № 132 міст включено до списку охоронюваних державою об'єктів і оголошено «архітектурною пам'яткою історії та культури світового значення».

## Конструкція
Міст чотирипрогінний арковий. Схема розбивки на прольоти: 8,2+16,1+8+26,1 м. Арки складено з цегли, основу стоянів і проміжних опор облицьовано тесаним алгетським андезитом. Опори мосту мають розвинені випускні п'яти, складені з похилих рядів цегли без кружал, що скоротило прогони склепінь. Загальна довжина моста становить 175 м, ширина — 4,3 м в середині моста і 11,7 м при в'їздах.
Тимпани мосту полегшено облаштуванням усередині надзвідної будівлі трьох поздовжніх склепінчастих галерей. По кінцях їх на опорах облаштовано крите приміщення з балконами, що виходять на річку, куди з галерей ведуть сходи. Ці приміщення, ймовірно, призначалися для сторожа або збирача плати за проїзд по мосту. Всередині сточнів моста було облаштовано два караван-сараї. Площа приміщень, обладнаних камінами, становила близько 300 м2.